# Maria Leptin
Maria Leptin   (Hamburg, 15 de setembre de 1954) és una investigadora alemanya que fa recerca en els camps d'immunologia i biologia del desenvolupament. Ha dirigit grups de recerca a l'Institut de Genètica de la Universitat de Colònia i al Laboratori Europeu de Biologia Molecular (EMBL) a Heidelberg. El 2010 va ser nomenada directora de l'Organització Europea de Biologia Molecular (EMBO). El 2021 fou nomenada presidenta del Consell Europeu de Recerca (ERC, de l'anglès European Research Council).

## Carrera científica
Després de completar els seus estudis en matemàtiques i biologia a la Universitat de Bonn i a la Universitat de Heidelberg, Maria Leptin va realitzar la seva tesi doctoral sota la supervisió de Fritz Melchers a l'Institut d'Immunologia de Basilea (Suïssa) el 1979-1983, tot estudiant l'activació de limfòcits B.
Maria Leptin fou investigadora postdoctoral (1984-1987) al Laboratori de Biologia Molecular (LMB) de Cambridge (Regne Unit), on va començar la seva recerca sobre integrines de posició específica implicades en el desenvolupament embrionari de Drosophila. Aquesta tasca va establir les bases de la seva recerca posterior en el camp de la morfogènesi molecular. El 1988, Maria Leptin va ser contractada com a investigadora a la mateixa institució.
Com a visitant científica a la Universitat de Califòrnia, San Francisco (UCSF) va començar els seus estudis de gastrulació. Després d'aquesta experiència Maria. Leptin va traslladar-se a l'Institut Max Planck de Biologia del Desenvolupament de Tübingen (Alemanya) on, entre 1989 i 1994, va esdevenir cap de grup. El 1994, Maria Leptin esdevenia catedràtica a l'Institut de Genètica de la Universitat de Colònia (Alemanya) on encara dirigeix un grup de recerca.
El 2010 Maria Leptin va ser nomenada directora de l'Organització Europea de Biologia Molecular (EMBO) a Heidelberg, esdevenint la primera dona directora d'aquella institució. Alhora, va establir un grup de recerca al Laboratori Europeu de Biologia Molecular (EMBL) de Heidelberg. El grup estudia el desenvolupament de formes cel·lulars complexes en el sistema respiratori de Drosophila i el paper de la localització de l'ARN en la generació de la forma de cèl·lula.
El 30 de juny de 2021, Maria Leptin va ser nomenada presidenta del Consell Europeu de Recerca (ERC). El seu mandat, de quatre anys, va començar l'octubre de 2021.
És membre de l'Academia Europaea d'ençà 1998. El 2016, fou elegida membre de l'Akademie der Wissenschaften. El 2018 va rebre un doctorat honoris causa de l'Escola Politècnica Federal de Lausana. El 2022 va ser elegida membre estrangera de la Royal Society.